# Aeropuerto de Port Hardy

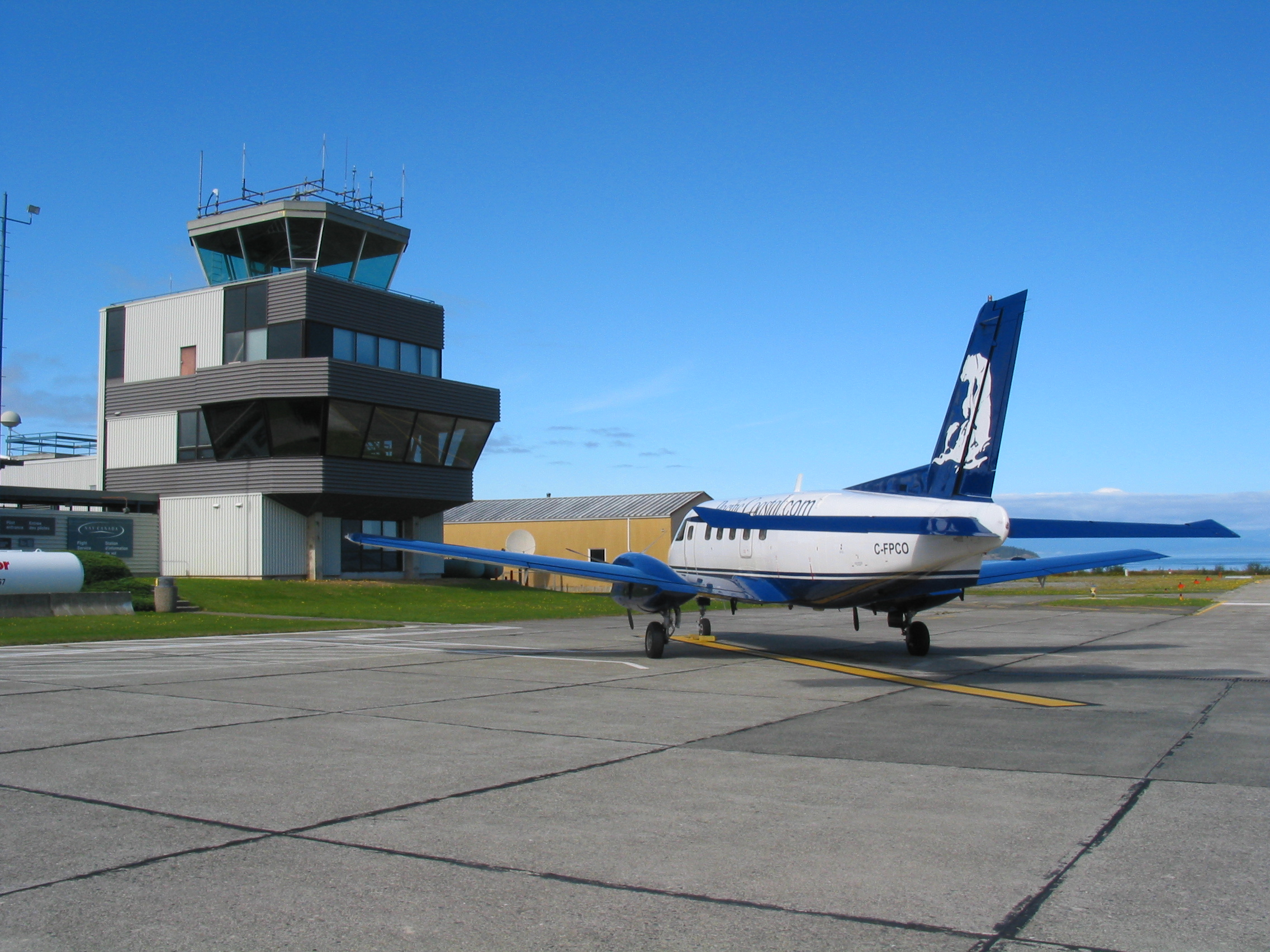
Aeropuerto Port Hardy, British Columbia, Canadá

El Aeropuerto de Port Hardy (del inglés: Port Hardy Airport) (IATA: YZT, OACI: CYZT) está ubicado a 5,2 MN (9,6 km; 6,0 mi) al sur de Port Hardy, Columbia Británica, Canadá.
Este aeropuerto es clasificado por NAV CANADA como un puerto de entrada y es servido por la Canada Border Services Agency. Los oficiales de la CBSA pueden atender aviones de hasta 15 pasajeros.

## Aerolíneas y destinos
- Pacific Coastal Airlines
  - Vancouver / Aeropuerto Internacional de Vancouver